# Воля Вселенной
«Воля Вселенной» — советский подростковый художественный фильм философской направленности, снятый в 1988 году на киностудии «Беларусьфильм».

## Сюжет
Дима Коноплёв (Вячеслав Илющенко) — семиклассник без каких-либо особых талантов, влюблённый в одноклассницу Лену Лукашевич (Наталья Гусева). Отношения с Леной дружеские, но она, кажется, не особенно выделяет его среди прочих друзей-одноклассников. Диме на лето задают написать сочинение на тему «Кем я хочу стать», но он не знает, кем хочет быть, и ждёт, полагая, что какой-то внутренний голос должен подсказать ему это. Как раз в то время многие школьники в той или иной степени подвержены влиянию моды на оккультные науки, йогу, магию и прочее. Эту же моду поддерживает и учительница (Любовь Германова), рассказывая ребятам на уроке удивительную историю про совпадения в судьбе американских президентов. На Диму эта история производит сильное впечатление.
Для большинства школьников эта мода — лишь развлечение, но Дима очень серьёзно относится к судьбе и предсказаниям будущего. Интерес Димы подогревает его одноклассник Марик Утёночкин, который демонстрирует «чудеса йоги», рассуждает о предопределённости, судьбе, «воле Вселенной», предвидении и предсказаниях, а также уверяет, что точно знает от кого и сколько будет у него детей (и при этом подмигивает Лене). Марик учится всему этому у некоего «гуру» (Сергей Векслер), который под видом его дяди живёт у него в квартире, пока родители в отъезде. «Гуру» — самый обыкновенный мошенник, зарабатывающий с помощью «эзотерики» деньги (и обучающий Марика тому же), а при случае не брезгующий и прямым мошенничеством, вроде игры в напёрстки. Также Марик рассказывает Диме, Лене и другим ребятам, присутствующим на «сеансе» «гуру», про работу Константина Циолковского «Воля Вселенной».
Однажды Марик приносит в школу «Книгу Судьбы», которую взял на время у гуру с обязательством поделиться «заработком». С её помощью якобы можно узнать, в каком возрасте и по какой причине умрёт человек. С помощью книги, микрокалькулятора «Электроника МК 37А» и двоих приятелей Марик на перемене устраивает сеанс гадания для всех желающих, беря оплату по 50 копеек с человека. Результат гадания для Димы оказывается неприятным — по их расчётам он должен погибнуть в аварии в ближайшее воскресенье. «Гадатели» не говорят Диме об этом, но он случайно слышит их разговор. Дима склонен верить в предсказанное, ведь как раз в это воскресенье он должен ехать с семьёй за грибами, так что причина смерти — авария, — представляется ему вполне реальной. В конце концов, поговорив с другом Вовкой, Дима решает рассматривать происходящее как некий эксперимент: если он погибнет, Вовка точно будет знать, что предсказания сбываются и Судьба существует.
Кажется, судьба на стороне Димы: из-за ненаписанного сочинения мать отказывается брать его в лес и запрещает ему в воскресенье выходить из дома. Но тут сосед-лётчик предлагает Диме в воскресенье слетать за лекарствами для его бабушки в Ленинград в кабине пилотов пассажирского самолёта. Мать соглашается, надеясь пробудить в сыне интерес хоть к какой-то профессии. Дима решает лететь, и перед отлётом они с Вовкой подбрасывают розу на балкон к Лене, а в ошейник её собаки закладывают прощальную записку. В воскресное утро Диму ждёт ещё одно страшное предзнаменование: бабушка видела «очень плохой сон» про него (во сне она пришивала пуговицу к чёрной рубашке на лежащем Диме) и категорически отказывается отпускать внука из дома, особенно после того, как посмотрела по телевизору передачу об авиакатастрофах. Она запирает его в ванной комнате. Но Дима, назло стечению обстоятельств, предсказанию, снам и «воле Вселенной», ломает задвижку двери и отправляется в полёт.
Лена, найдя записку от Димы, кидается сначала к Вовке, потом вместе с ним к классному руководителю Ростиславу Васильевичу (Виктор Ильичёв), потом к Марику, от которого они все и узнают, что «Книга Судьбы» — обёрнутый в цветастую обложку орфографический словарь, а гадание — просто шутка, которую сам Марик и не думал воспринимать всерьёз. Лена очень беспокоится за Диму — зная о его впечатлительности, она боится, что внушённая парню уверенность в неизбежной смерти может стать причиной реального несчастья. С классным руководителем она едет в аэропорт, чтобы рассказать Диме о всём том, что узнала (по дороге они видят «аварию», оказавшуюся при ближайшем рассмотрении съёмкой кинофильма), но не успевает — его самолёт уже в небе. Лена остаётся ждать в аэропорту Диму, который должен вернуться почти в полночь.
Полёт в Ленинград даётся Диме нелегко: они вылетают в плохую погоду при сильном боковом ветре. Дима в постоянном напряжении из-за ожидания чего-нибудь ужасного. В конечном итоге он засыпает и ему снится кошмар, но до Ленинграда они долетают без происшествий. До вечернего рейса в обратную сторону есть почти целый день, и мальчик, купив лекарство, в компании экипажа самолёта ездит по Ленинграду, сидит в кафе и слушает их истории и рассуждения о судьбе человека и её зависимости от других людей. Психологический барьер преодолён — он уже не боится лететь назад. На обратном пути Диме приходится успокаивать суеверного пожилого пассажира, у которого из-за примет случился сердечный приступ. Уже совсем в другом настроении Дима благополучно возвращается в родной аэропорт, встречающий их дождём, где его нетерпеливо дожидается волнующаяся Лена. Они с соседом-пилотом едут домой и неожиданно дорогу перебегает чёрный кот. На вопрос соседа, что им делать дальше, Дима уверенно просит его ехать дальше.

## В ролях
- Вячеслав Илющенко — Дима Коноплёв
- Наталья Гусева — Лена Лукашевич
- Андрей Бабошкин — Марик Утёночкин
- Денис Германов — Вова
- Игорь Жигалов — Валера
- Сергей Савчук — Олег
- Диана Красницкая — Оля
- Александр Денисов — Жибуль, командир самолёта
- Виктор Ильичёв — Ростислав Васильевич
- Сергей Векслер — Гуру
- Валерия Богук — Подруга Гуру
- Любовь Германова — учительница
- Е. Нестерович — мама Нина Ивановна
- Мария Виноградова — бабуля
- Александра Климова — бабушка
- Л. Булгаков — второй пилот
- Иван Мацкевич — бортинженер
- Александр Лабуш — штурман
- Елена Одинцова — стюардесса
- Александр Беспалый — эпизод

## Съёмочная группа
- Автор сценария: Леонид Ризин
- Режиссёр-постановщик: Дмитрий Михлеев
- Оператор-постановщик: Анатолий Калашников
- Художник-постановщик: Владимир Гавриков
- Композитор: Эдуард Артемьев
- Звукооператор: Владимир Устименко
- Режиссёр: Б. Берзнер
- Оператор: В. Логвинович
- Директор картины: Алексей Круковский

## Технические данные
- Цветной, звуковой
- Фильм снят на плёнке Шосткинского п/о «Свема»